# Alfred Cornu
Pour les articles homonymes, voir Cornu.
Alfred Cornu, né à Orléans le 6 mars 1841 et mort à Villeherviers le 12 avril 1902, est un physicien français qui a appliqué ses connaissances de géométrie différentielle au perfectionnement de plusieurs instruments scientifiques (mécanismes de précision, diffractomètres, etc.).

## Biographie
Il est le frère du botaniste Maxime Cornu, et le beau-père du géologue Louis de Launay.
Après avoir effectué une scolarité au lycée d'Orléans, Alfred Cornu est admis en 1860 à l'École polytechnique, dont il sort avec le premier rang. Il choisit l’École des Mines, où il obtient le diplôme d'ingénieur en 1866. Il est nommé répétiteur de cours à l'École polytechnique en 1871 puis professeur de physique en succédant à Émile Verdet à la chaire de physique. L'essentiel de ses recherches, souvent liées à l'astronomie, sont faites à l'observatoire de Paris.
Il reprend et améliore l'expérience de la roue dentée d'Hippolyte Fizeau portant sur la mesure de la vitesse de la lumière, en introduisant un dispositif électrique d'enregistrement de la vitesse de rotation de la roue dentée. Sa célébrité est établie pour ses trois mesures de la vitesse de la lumière entre 1872 et 1874, réalisées avec la méthode de Fizeau, un physicien pour lequel il a une grande admiration. La dernière de ses mesures est la meilleure, elle est réalisée entre l'observatoire et la tour de Montlhéry.
En 1878, Alfred Cornu est élu à l'Académie des sciences, pour la section de physique générale en remplacement d'Henri Becquerel, dont il devient président en 1896. En 1884, il est nommé membre étranger de la Société Royale de Londres et membre honoraire de la Société de Physique anglaise, puis en 1886, il devient membre étranger de l'Académie Royale dei Lincei à Rome et il est nommé en tant que membre du Bureau des longitudes. Il préside la Société astronomique de France de 1897 à 1899. Pour les commémorations du jubilé de George Stokes, en 1899, les autorités de l'université de Cambridge l'invitent, en tant que Rede lecturer, à donner une conférence sur la théorie ondulatoire de la lumière et son influence sur la physique moderne ; à cette occasion, cet établissement lui décerne le titre de Docteur honoris causa.
Il est considéré comme l'un des meilleurs opticiens et astronomes français de son époque, notamment en raison de ses travaux sur la réflexion cristalline, la spectroscopie du Soleil, la diffraction de la lumière, le magnétisme terrestre, la mesure de la densité moyenne de la Terre, etc. On lui doit aussi la spirale de Cornu, parfois appelée clothoïde.

## Publications principales
- Recherches géométriques sur la réflexion de la lumière polarisée  (Extraits des séances des 4, 11 et 18 mars 1865), Paris, impr. de N. Chaix, 1865, 12 p., in-8° (BNF 30273200).
- Faculté des sciences de Paris (Thèse de doctorat : Physique), Recherches sur la réflexion cristalline, Paris, Gauthier-Villars, 1867, 103 p., in-4° (OCLC 182938291, BNF 31969784, SUDOC 021628424, présentation en ligne, lire en ligne).
- Détermination de la vitesse de la lumière : d'après des expériences exécutées en 1874 entre l'Observatoire et Montlhéry  (Extrait des : Annales de l'Observatoire de Paris, Mémoires, tome XIII), Paris, Gauthier-Villars, 1876, 315 p., 30 cm (OCLC 6682250, SUDOC 022850163, présentation en ligne, lire en ligne).
- Recueil des travaux et discours d'A. Cornu parus de 1863 à 1904 dans des publications françaises et étrangères  (Thèses et écrits académiques), vol. 5, [s.l.], [s.n.], [s.d.], in-4° et in-8° (OCLC 491665302, SUDOC 091335191), Volumes 1, 2, 3, 4 et 5.

### En collaboration
- James Clerk Maxwell et Alfred Cornu, Alfred Potier et Émile Sarrau (commentateurs) (trad. Gustave Seligmann-Lui), Traité d'électricité et de magnétisme [« A treatise on electricity and magnetism »], vol. 2, Paris, Gauthier-Villars (réimpr. 1889) (1re éd. 1885), 578, 651, 25 cm (OCLC 489903957, SUDOC 017725968, lire en ligne).
- Alfred Cornu et Alfred Potier, Académie des sciences (Extrait de : CRAS, t. CII, séance du 22 février 1886), Vérification expérimentale de la loi de Verdet, dans les directions voisines des normales aux lignes de force magnétiques, Paris, Gauthier-Villars, 1886, 7 p., 26 cm (OCLC 1244129529, SUDOC 135758440, lire en ligne).

## Distinctions
- Officier de la Légion d'honneur. Décoré en 1877, il est promu en 1890 officier de la légion d'honneur[3].

## Hommages
À Paris, la municipalité renomme une partie de la « rue Clopin », en 1928, du nom du physicien. Cette dernière, aujourd'hui disparue, était située dans l'ancien 12e arrondissement devenu 5e arrondissement de Paris.
À Orléans, la municipalité de la ville nomme une rue, dans le quartier « Madeleine », proche du centre de la ville, du nom du physicien,.